# Australian Senior Open
Het Australisch Senior Open is een golftoernooi voor golfers die de leeftijd van 50 jaar hebben bereikt. Het toernooi bestaat uit drie rondes. 
Het Senior Open kreeg in 2007 nieuw leven ingeblazen door Dr. Haruhisa Handa, voorzitter onder andere van de International Sports Promotion Society, waarvan Ian Woosnam ambassadeur is in Europa. Vanaf 2010 telt het toernooi mee voor de Europese Senior Tour, te beginnen voor drie jaar.

## Deelname
Er kunnen 120 spelers meedoen, waarvan de beste 60 spelers zich kwalificeren voor de laatste ronde.
- 30 spelers van de Europese Senior Tour
- 60 spelers van de Australische PGA
- 10 spelers op uitnodiging
- top 10-amateurs van de Australische Federatie
- top 2-spelers van de Champions Tour
- top 3 van de Japanse Senior Tour
- 5 spelers die de kwalificatie halen

## November 2010
De eerste editie was in november 2010 en was het eerste toernooi van seizoen 2011. De officiële naam was Handa Australian Senior Open. Het werd gespeeld op de Royal Perth Golf Club. De par van de baan is 72.
Na de eerste ronde stonden drie Australische Peters bovenaan de lijst: Peter Senior met -7, Peter Fowler met -5 en Peter Criss met -2. Senior en Fowler hebben vroeger op de Europese PGA Tour gespeeld en gewonnen. Kevin Spurgeon kwam als beste Europese speler met -1 op een gedeeld 4de plaats.

In de tweede ronde verruimden Peter Senior en Peter Fowler hun voorsprong op de rest van het veld. De 3de plaats werd gedeeld door vier Europese spelers: Sandy Lyle, Marc Farry, David J Russell en Gary Wolstenholme.

De laatste ronde begon slecht voor Peter Fowler, die in tien holes vijf bogeys maakte. Hij werd door Sandy Lyle en Gary Wolstenholme ingehaald, zodat Fowler op de 4de plaats eindigde. Peter Senior behaalde zijn eerste overwinning op de Senior Tour.
| Eindstand | Naam              | R1 | Score | Nr  | R2 | Score | Totaal | Nr | R3 | Score | Totaal |
| --------- | ----------------- | -- | ----- | --- | -- | ----- | ------ | -- | -- | ----- | ------ |
| 1         | Peter Senior      | 65 | -7    | 1   | 70 | -2    | -9     | 1  | 72 | par   | -9     |
| 2         | Sandy Lyle        | 73 | +1    | T17 | 68 | -4    | -3     | T3 | 69 | -3    | -6     |
| 3         | Gary Wolstenholme | 73 | +1    | T17 | 68 | -4    | -3     | T3 | 70 | -2    | -5     |
| T4        | Marc Farry        | 72 | par   | T10 | 69 | -3    | -3     | T3 | 71 | -1    | -4     |
| T4        | Mike Harwood      | 71 | -1    | T8  | 71 | -1    | -2     | T7 | 70 | -2    | -4     |
| T6        | Peter Fowler      | 67 | -5    | 2   | 71 | -1    | -6     | 2  | 75 | +3    | -3     |
| T6        | David J Russell   | 72 | par   | T10 | 69 | -3    | -3     | T3 | 72 | par   | -3     |